# Frédéric d'Anhalt-Bernbourg-Schaumbourg-Hoym
Frédéric d'Anhalt-Bernbourg-Schaumbourg-Hoym (né au château de Schaumbourg dans le Palatinat du Rhin, le 29 novembre 1741 -  Bad Homburg vor der Höhe, 24 décembre 1812), prince germanique de la maison d'Ascanie issu de la lignée d'Anhalt-Bernbourg qui fut le dernier souverain de la principauté d'Anhalt-Bernbourg-Schaumbourg-Hoym.

## Biographie
Frédéric Louis Adolphe est le 5e fils mais le 4e garçon survivant du prince Victor Ier, mais l'ainé des enfants né de sa seconde épouse la comtesse Hedwige-Sophie Henckel von Donnersmarck. Après la mort de son père en 1772, Frédéric et ses frères sont exclus du gouvernement de la principauté d'Anhalt-Bernbourg-Schaumbourg-Hoym par leur frère ainé le prince Charles-Louis, jusqu'à sa mort en  1806. Pendant ce temps Frédéric devient Major-Général dans l'armée suédoise.
À l'époque de la mort de Charles-Louis, Frédéric est l'unique survivant de la fratrie et il réclame le gouvernement à son neveu le prince Victor II. Frédéric fait valoir le fait que le droit de primogéniture n'a jamais été formellement institué dans la principauté d'Anhalt-Bernbourg-Schaumbourg-Hoym et que selon l'ancienne règle successorale de la maison d'Ascanie, il a le droit à une part de la souveraineté et du gouvernement conjointement avec Victor II. Le conflit se termine à la mort de Victor II sans héritier masculin le 22 avril 1812, qui laisse Frédéric dernier agnat vivant de cette lignée de la maison d'Anhalt et en conséquence héritier de la principauté.

### Règne
Le bref règne de Frédéric se termine au bout de huit mois par sa mort. Comme il est resté célibataire et n'a aucun descendant la lignée d'Anhalt-Bernbourg-Schaumbourg-Hoym s'éteint avec lui.

### Succession
Son parent Alexis-Frédéric-Christian d'Anhalt-Bernbourg hérite de Hoym et des autres domaines séparés de la principauté d'Anhalt-Bernbourg en 1718 lors de la création de cette lignée de la dynastie, mais le comté de Holzappel et la seigneurie de Schaumbourg reviennent à l'ainée de ses petites nièces la princesse Hermine d'Anhalt-Bernbourg-Schaumbourg-Hoym devenu par son mariage archiduchesse d'Autriche par son mariage avec Joseph de Habsbourg-Lorraine, comme ainée des héritiers de Élisabeth Charlotte Melander, qui par l'accord de 1690 avait apporté ses comtés comme dot à sa plus jeune fille la princesse Charlotte de Nassau-Dillenbourg, mariée au prince Lebrecht d'Anhalt-Zeitz-Hoym. Le fils d'Hermine, l'archiduc Étienne de Habsbourg-Lorraine († 1867)  Palatin de Hongrie hérite ensuite des comtés.